# Lista odcinków serialu Jak to się robi w Ameryce
Poniżej znajduje się lista odcinków serialu telewizyjnego Jak to się robi w Ameryce – emitowanego przez amerykańską kablową stację telewizyjną HBO od 19 lipca 2007do 20 listopada 2011. W Polsce natomiast był emitowany przez stację HBO Polska od 21 maja 2010 do 5 grudnia 2011. Serial składa się z 2 sezonów, które łącznie mają 16 odcinków.

## Odcinki
| Sezon | Sezon | Odcinki | Oryginalna emisja   | Oryginalna emisja | Oryginalna emisja    | Oryginalna emisja | Oryginalna emisja |
| Sezon | Sezon | Odcinki | Premiera sezonu     | Finał sezonu      | Premiera sezonu      | Finał sezonu      |                   |
| ----- | ----- | ------- | ------------------- | ----------------- | -------------------- | ----------------- | ----------------- |
|       | 1     | 8       | 14 lutego 2010      | 4 kwietnia 2010   | 21 maja 2010         | 9 lipca 2010      |                   |
|       | 2     | 8       | 2 października 2011 | 20 listopada 2011 | 17 października 2011 | 5 grudnia 2011    |                   |

### Sezon 1 (2010)
| # | Tytuł                    | Reżyseria       | Scenariusz                                 | Premiera        | Premiera HBO Polska |
| - | ------------------------ | --------------- | ------------------------------------------ | --------------- | ------------------- |
| 1 | „Pilot”                  | Julian Farino   | Ian Edelman, Rob Weiss                     | 14 lutego 2010  | 21 maja 2010        |
| 2 | „Crisp”                  | Julian Farino   | Rob Weiss                                  | 21 lutego 2010  | 28 maja 2010        |
| 3 | „Paper, Denim + Dollars” | Julian Farino   | Ian Edelman                                | 28 lutego 2010  | 4 czerwca 2010      |
| 4 | „Unhappy Birthday”       | Julian Farino   | Ian Edelman, Norman Morril                 | 7 marca 2010    | 11 czerwca 2010     |
| 5 | „Big in Japan”           | Joshua Marston  | Arty Nelson, Donal Lardner Ward, Rob Weiss | 14 marca 2010   | 18 czerwca 2010     |
| 6 | „Good Vintage”           | Jonathan Levine | Seth Zvi Rosenfeld, Ian Edelman            | 21 marca 2010   | 25 czerwca 2010     |
| 7 | „Keep On Truck’n”        | Danny Leiner    | Sarah Treem & Rob Weiss                    | 28 marca 2010   | 2 lipca 2010        |
| 8 | „Never Say Die”          | Julian Farino   | Ian Edelman, Rob Weiss                     | 4 kwietnia 2010 | 9 lipca 2010        |

### Sezon 2 (2011)
| # | Tytuł                          | Reżyseria          | Scenariusz                      | Premiera             | Premiera HBO Polska  |
| - | ------------------------------ | ------------------ | ------------------------------- | -------------------- | -------------------- |
| 1 | „I’m Good”                     | Julian Farino      | Ian Edelman                     | 2 października 2011  | 17 października 2011 |
| 2 | „In or Out”                    | Julian Farino      | Jill Soloway                    | 9 października 2011  | 24 października 2011 |
| 3 | „Money, Power, Private School” | Simon Cellan Jones | Vince Calandra                  | 16 października 2011 | 31 października 2011 |
| 4 | „It’s Not Even Like That”      | Julian Farino      | Seth Zvi Rosenfeld              | 23 października 2011 | 7 listopada 2011     |
| 5 | „Mofongo”                      | Miguel Arteta      | Arty Nelson, Donal Lardner Ward | 30 października 2011 | 14 listopada 2011    |
| 6 | „I’m Sorry, Who’s Yosi?”       | Simon Cellan Jones | Ariel Schrag                    | 6 listopada 2011     | 21 listopada 2011    |
| 7 | „The Friction”                 | Danny Leiner       | Jill Soloway                    | 13 listopada 2011    | 28 listopada 2011    |
| 8 | „What’s in a Name?”            | Simon Cellan Jones | Ian Edelman                     | 20 listopada 2011    | 5 grudnia 2011       |